# Ctenostylidae
Ctenostylidae zijn een familie uit de orde van de tweevleugeligen (Diptera), onderorde vliegen (Brachycera). Wereldwijd omvat deze familie zo'n 6 genera en 10 soorten.